# Усть-Юган
Усть-Юга́н (рос. Усть-Юган) — селище у складі Нефтеюганського району Ханти-Мансійського автономного округу Тюменської області, Росія. Адміністративний центр Усть-Юганське сільського поселення.
Населення — 734 особи (2010, 901 у 2002).
Національний склад станом на 2002 рік: росіяни — 71 %.